# Richard Eichberg

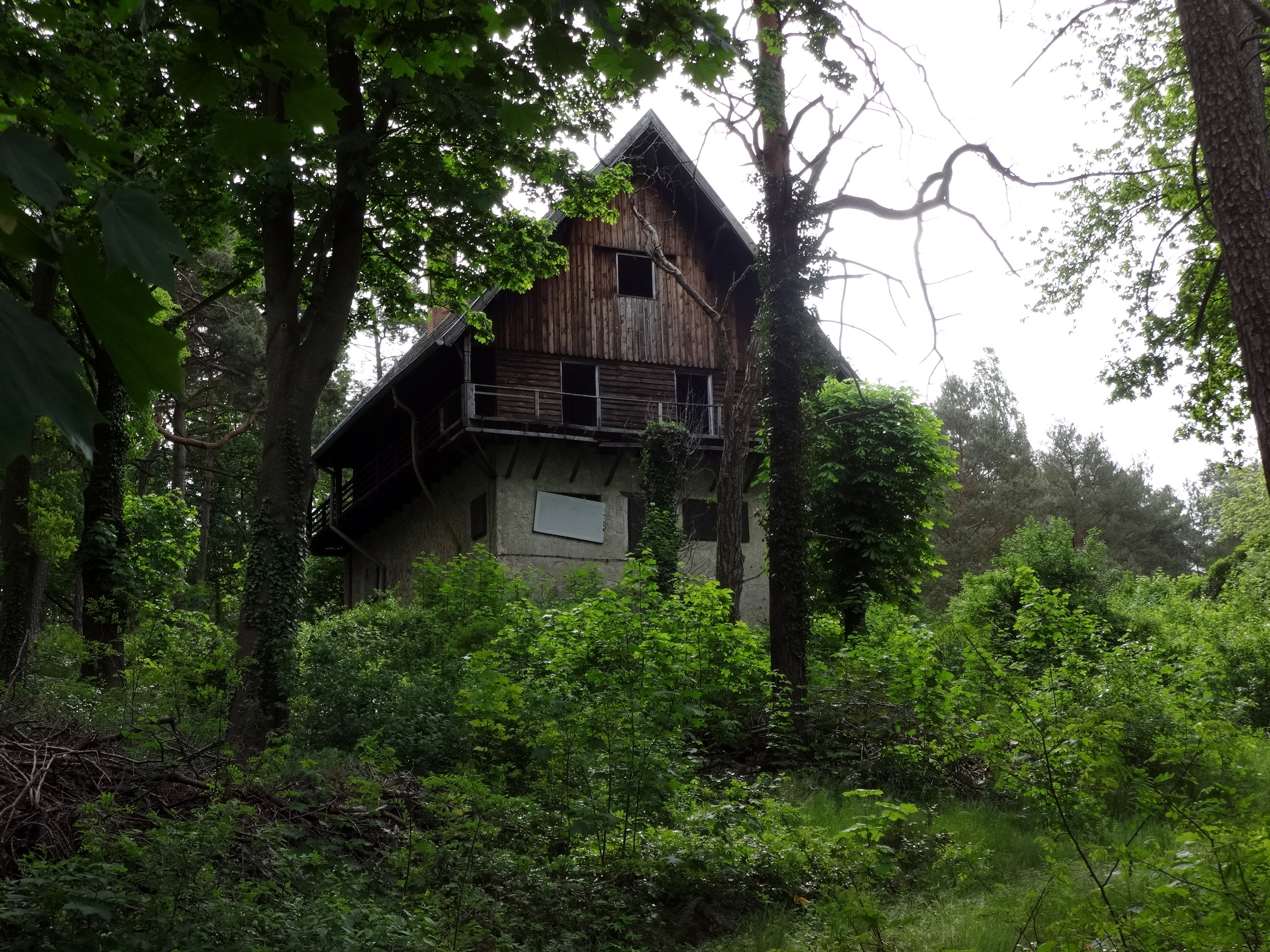
Eichberg-Haus in Thyrow, 2015

Richard Albert Eichberg (* 27. Oktober 1888 in Berlin; † 8. Mai 1952 in München) war ein deutscher Regisseur, Schauspieler und Filmproduzent.

## Leben und Wirken
Eichberg war der Sohn eines Deutschen und einer Schwedin. Nach Abschluss des Gymnasiums debütierte er 1906 als Theaterschauspieler am Stadttheater Schaffhausen und stand im Jahr darauf erstmals vor der Kamera in sogenannten Tonbildern. Gastauftritte führten ihn nach Aachen, Posen und Köln, dann spielte er 1907 bis 1909 in Berlin am Residenz-Theater und am Berliner Theater.
In den Jahren 1909 bis 1912 ging Eichberg auf große Theatertournee durch Südamerika und bereiste sämtliche Großstädte Argentiniens, Brasiliens, Chiles und Uruguays sowie alle deutschsprachigen Sprachinseln dieser Länder. Wieder in Deutschland, kehrte Eichberg in Berlin vor die Kamera zurück.
Kurz nach Ausbruch des Ersten Weltkriegs wechselte Eichberg zur Filmregie. Anfänglich inszenierte er zumeist in eigener Produktion vorwiegend Dramen und reißerische Kriminalfilme, die oftmals an exotischen Orten spielten. Unter seiner Regie erlangten Seriendarstellerinnen wie Ellen Richter und Leontine Kühnberg Bekanntheit, ab 1919 war Eichbergs Ehefrau Lee Parry für einige Zeit der Star seiner Filme. 1925, inzwischen von Parry geschieden, brachte Eichberg die Schauspielnovizin Lilian Harvey und ihre Kollegin Dina Gralla im Film Leidenschaft groß heraus. Harvey hatte bereits im Vorjahr (1924) in Eichbergs Die Motorbraut als Double Lee Parrys erstmals unter Eichbergs Regie gearbeitet. 1925 erwarb er vom Schachspieler Emanuel Lasker in Thyrow südlich von Berlin ein Haus und ließ es umbauen. Es steht seit 2002 als Eichberg-Haus unter Denkmalschutz.
1926 brachte Richard Eichberg Harvey und Willy Fritsch im Lustspiel Die keusche Susanne erstmals zusammen und etablierte damit das populärste Filmliebespaar Deutschlands bis zum Ausbruch des Zweiten Weltkriegs. In der Endphase der Stummfilmzeit spezialisierte sich Eichberg auf leichtgewichtige und frivole Komödien. Von 1928 bis 1931 drehte er überwiegend in britischen Studios. In den Jahren 1933 bis 1938 war Eichberg zunächst in Österreich tätig, wo er im Mai 1936 über einen Prinz-Eugen-Filmstoff verhandelte, kurz zuvor auch in Frankreich und zuletzt auch in Indien. Dort entstanden seit seiner Abreise aus Berlin im Januar 1937 seine größten Tonfilmerfolge, die ambitionierten Neuverfilmungen eines alten Stummfilmstoffes von Joe May, Der Tiger von Eschnapur und Das indische Grabmal. Der Zweiteiler wurde 1938 ein sensationeller Publikumserfolg. Wenige Monate später erwies sogar Hans Albers in Wasser für Canitoga dem Kassenhit auf seine ganz persönliche Weise eine persiflierende Reverenz mit der Textzeile „Ich bin der Maharadscha von Whisky-Pur“.
Angesichts der Zensur durch die Reichsfilmkammer unter der Kontrolle von Joseph Goebbels reiste Eichberg im April 1938 erstmals in die USA. Hier versuchte er, seinen Indien-Zweiteiler zu vermarkten – mit wenig Erfolg. Zurück in Deutschland wurde der staatliche Druck immer massiver. Es wird berichtet, dass man Eichberg im Frühjahr 1939 vor die Alternative gestellt habe, entweder seinen Schweizer Villenbesitz zu verkaufen und die Devisen ins Reich zu bringen oder in Deutschland nicht mehr inszenieren zu dürfen. Daraufhin übersiedelte Eichberg im Oktober 1939 erneut in die USA, wo er in New York an verschiedenen Bühnen eingesetzt wurde, so beispielsweise im Sommer 1942 bei der Broadway-Inszenierung von The New Moon. Beim amerikanischen Film fand der im Mai 1944 naturalisierte Eichberg hingegen keine Beschäftigung.
Im Januar 1949 kehrte Richard Eichberg nach Deutschland zurück und ließ sich in München nieder. Mitte 1949 versuchte er mit dem u. a. vor Ort in Marokko gedrehten Gesellschafts- und Abenteuerstoff Die Reise nach Marrakesch an seinen Indienfilm-Erfolg von 1938 anzuschließen. Der Film war ein gewaltiger Flop und beendete Eichbergs Regiekarriere. Eine im Anschluss daran geplante Verfilmung eines Don-Juan-Stoffes kam nicht mehr zustande. Eichbergs letztes ausgeführtes Filmprojekt, Skandal in der Botschaft, wurde 1950 von Erik Ode (unter Eichbergs künstlerischer Oberleitung und Produktion) inszeniert. Zum Zeitpunkt seines Todes befand sich Richard Eichberg bei der Vorbereitung zu einem neuen Filmstoff (Der letzte Walzer).
Seine Grabstätte befindet sich auf dem Waldfriedhof in München, Alter Teil.

## Filmografie (Auswahl)

### Darstellung
- 1912: Im Banne der Schuld
- 1913: Problematische Naturen
- 1913:	Die Spinne
- 1913: Die Freuden der Reserveübung
- 1914: Die Unschuld vom Lande
- 1914: Erstarrte Liebe
- 1915: Der Krieg brachte Frieden

### Regie und/oder Produktion
- 1915: Strohfeuer (Regiedebüt)
- 1915: Der indische Tod
- 1915: Robert als Lohengrin
- 1915: Das Tagebuch Collins
- 1916: Leben um Leben
- 1916: Der Ring des Schicksals
- 1916: Frauen, die sich opfern
- 1916: Das Skelett
- 1917: Das Bacchanal des Todes
- 1917: Die Flucht des Arno Jessen
- 1917: Strandgut oder Die Rache des Meeres
- 1917: Und führe uns nicht in Versuchung
- 1917: Die im Schatten leben
- 1917: Für die Ehre des Vaters
- 1917: Katharina Karaschkin
- 1918: Die letzte Liebesnacht der Inge Tolmein
- 1918: Die goldene Mumie
- 1918: Das Tagebuch des Apothekers Warren
- 1918: Der Narr hat sie geküßt
- 1918: Im Zeichen der Schuld
- 1919: Wehrlose Opfer
- 1919: Jettatore
- 1919: Sklaven fremden Willens
- 1919: Sünden der Eltern
- 1919: Nonne und Tänzerin
- 1920: Sträflingsketten, 2 Teile
- 1920: Der Fluch der Menschheit, 2 Teile
- 1920: Der Tanz auf dem Vulkan, 2 Teile
- 1921: Der lebende Propeller
- 1921: Die Mordsmühle auf Evenshill
- 1921: Die Bettelgräfin vom Kurfürstendamm
- 1921: Die Ehe der Hedda Olsen
- 1922: Das Straßenmädchen von Berlin
- 1922: Ihre Hoheit, die Tänzerin
- 1922: Monna Vanna
- 1922: Die Tochter des Wucherers
- 1923: Fräulein Raffke
- 1924: Die schönste Frau der Welt
- 1924: Die Motorbraut
- 1925: Luxusweibchen
- 1925: Der Liebeskäfig
- 1925: Leidenschaft
- 1925: Liebe und Trompetenblasen
- 1925: Die Kleine vom Bummel
- 1926: Der Prinz und die Tänzerin
- 1926: Prinzessin Trulala
- 1926: Die keusche Susanne
- 1926: Der Soldat der Marie
- 1926: Durchlaucht Radieschen
- 1927: Die tolle Lola
- 1927: Der Fürst von Pappenheim
- 1927: Die Leibeigenen
- 1927: Das Fräulein von Kasse 12
- 1928: Das Girl von der Revue
- 1928: Rutschbahn
- 1928: Die tolle Komteß
- 1928: Schmutziges Geld
- 1929: Großstadtschmetterling
- 1929: Wer wird denn weinen, wenn man auseinandergeht
- 1930: Hai-Tang. Der Weg zur Schande
- 1930: Der Greifer
- 1931: Die Bräutigamswitwe
- 1931: Trara Um Liebe
- 1931: Der Draufgänger
- 1932: Die unsichtbare Front
- 1934: Früchtchen (Csibi, der Fratz)
- 1935: Die Katz’ im Sack
- 1935: Der Schlafwagenkontrolleur
- 1936: Der Kurier des Zaren
- 1936: Es geht um mein Leben
- 1938: Der Tiger von Eschnapur
- 1938: Das indische Grabmal
- 1949: Die Reise nach Marrakesch
- 1950: Skandal in der Botschaft (Künstlerische Oberleitung, Produktion)